# La Rivière de perles
Ne doit pas être confondu avec Rivière des Perles.
La Rivière de perles est le 61e roman de la série Bob Morane écrit par Henri Vernes et publié en 1963 par les éditions Gérard et Cie avec une couverture de H. Lievens et des illustrations de G. Forton. Il a été aussi publié chez Marabout Junior, n°254.

## Remarque sur le titre
La « rivière de perles » du titre n'est pas une rivière qui contiendrait des perles dans son lit, mais un bijou précieux composé de plusieurs dizaines de perles rares.

## Date et lieux principaux de l'action
- Années 1960.
- San Francisco.

## Personnages principaux
- Bob Morane
- Bill Ballantine
- Nathalie Wong
- Thang Li
- Foo
- John Han

## Résumé
Bob Morane et Bill Ballantine sont à San Francisco. Bob, qui aimerait acheter un souvenir rare, se fait aborder par un Chinois qui lui indique l'adresse d'une boutique antiquaire, située à Chinatown, le quartier chinois de San Franciso, où l'on pourrait lui vendre des vases Ming. Bob et Bill suivent l'homme, qui les présente à l'antiquaire Foo. Celui-ci leur propose la vente d'un vase Ming pour une somme raisonnable. Au moment où la transaction se fait, Foo propose de boire un toast d'arak. 
L'alcool était empoisonné, les deux hommes s'écroulent endormis. Bob se réveille peu de temps après. La boutique d'antiquités a été fouillée, et les lumières des gyrophares des voitures de police sont visibles. Les deux hommes sont tombés dans un traquenard : les voleurs veulent les faire accuser du vol. Tandis que les policiers interviennent et appréhendent Bill Ballantine, Bob Morane parvient à s'enfuir. Un collier de perles, placé dans la poche de son manteau, devait servir à le faire accuser du vol. Bob tente de contacter Lawrence Miller, un policier ami qui travaille au FBI de Californie, mais sans succès. Surgit alors une jeune fille d'origine chinoise, Nathalie Wong, étudiante en journalisme, qui propose à Bob de l'aider. Bob et Nathalie vont donc enquêter ensemble. 
Leur enquête les mène sur les traces de Thang Li, de Foo et de John Han. Après diverses aventures au cours desquelles Bob Morane manque de trouver la mort, et où il est à deux reprises sauvé par Nathalie, les deux héros découvrent qu'il y avait deux groupes acharnés à obtenir les bijoux : d'une part Thang Li et ses hommes, d'autre part Foo et son acolyte John Han. Thang Li trouve la mort dans un accident, et Foo est arrêté par la police grâce à Bob Morane. Dans le dernier chapitre, Bill Ballantine vient d'être libéré, le père de Nathalie félicite sa fille, tandis que Bob offre à la jeune femme la rivière de perles qui avait été placée dans son manteau par Thang Li et qu'il avait conservée durant toutes ces aventures.